# L'incredibile avventura
L'incredibile avventura (The Incredible Journey) è un film live action della Disney del 1963 diretto da Fletcher Markle, tratto dall'omonimo romanzo di Sheila Burnford pubblicato nel 1961.
Nel 1993 la Walt Disney Company ha fatto un remake di questo film intitolato In fuga a quattro zampe diretto da Duwayne Dunham.

## Trama
La famiglia Hunter, composta dal padre James, dalla madre e dai due figli preadolescenti Peter ed Elizabeth, abita in una casa di campagna nella provincia canadese dell'Ontario. Quando gli Hunter devono trasferirsi per qualche tempo in Inghilterra (James ha ricevuto un incarico temporaneo dall'Università di Oxford), i due bambini si preoccupano della sistemazione dei loro tre animali domestici: due cani (il giovane Labrador retriever Luath e l'anziano Bull Terrier Bodger) e il gatto siamese Tao. John Longridge, un amico di famiglia, si offre di ospitare i tre animali nella sua abitazione di campagna nell'Ontario nord-occidentale distante circa 300 miglia (480 km) dalla residenza degli Hunter.
John Longridge, il quale ospita da qualche tempo i tre animali, deve allontanarsi a sua volta per qualche giorno dalla sua abitazione e incarica per telefono i coniugi Oakes di badare alla casa e agli animali durante la sua assenza. Tuttavia, nel breve periodo di tempo che intercorre fra la partenza di John Longridge e l'arrivo degli Oakes, i tre animali, rimasti soli, si allontanano dalla casa, attirati dai richiami degli uccelli migratori, e si dirigono verso la lontana residenza degli Hunter. Per un equivoco (un foglio con le istruzioni scritte da John Longridge è stato fatto cadere dal gatto nel caminetto) gli Oakes credono che John Longridge abbia portato con sé anche i tre animali e non si preoccupano per la loro assenza.
Il lungo viaggio dei tre animali è irto di difficoltà e pericoli (fiumi in piena, animali selvatici, ecc.) e infruttuosi risultano i tentativi di rintracciarli messi in atto dapprima da John Longridge e successivamente, dopo il loro ritorno dall'Inghilterra, dagli Hunter. Infine, quando Peter ed Elizabeth Hunter hanno ormai perso la speranza di ritrovarli vivi, i tre animali ritornano a casa.

## Produzione
Prima delle riprese, il produttore Jack Couffer visitò la Burnford a Port Arthur (attualmente parte di Thunder Bay) per fotografare i dintorni che usò come punto di riferimento per una location che assomigliasse il più possibile a quella zona. Ciò fu dovuto al fatto che la stagione disponibile per le riprese in Ontario era troppo breve per programmare tutte le riprese necessarie.
Vi lavorarono tre addestratori di animali: Hal Driscoll si occupò del labrador, Bill Koehler del bull terrier e Al Niemela dael gatto.
La Burnford trascorse con la troupe del film sette giorni, in uno dei quali vi fu una sessione di riprese col gatto che "pescava in un torrente, e portò a secco la sua preda con una zampata fulminea da vero esperto" così come desiderava il regista.

### Luoghi delle riprese
- Palgrave, Ontario (la capanna dell'eremita)
- Aspdin, Ontario (la sequenza aerea in apertura sul villaggio)
- Lake Vernon, Ontario (la sequenza aerea in apertura sul lago)
- Mono Mills, Ontario (la casa della famiglia)
- Glen Cross, Ontario (la fattoria del cacciatore)
- Sequim, Washington
- Smith Rock, Terrebonne, Oregon
- Devils Lake, Cascade Lakes Highway, Oregon
- South Sister, Oregon
- Wahclella Falls, Oregon

## Accoglienza

### Incassi
Il film incassò 4,2 milioni di dollari tra Stati Uniti e Canada.

## Riconoscimenti
Nel 2006 il film fu candidato per essere incluso nella lista AFI's 100 Years...100 Cheers redatta a cura dell'American Film Institute.

## Remake
Nel 1993, la Disney realizzò una nuova versione del film, intitolata in italiano In fuga a quattro zampe (Homeward Bound: The Incredible Journey). Il film conserva lo stesso soggetto di base, ma aggiunge una sottotrama in cui i ragazzi devono rapportarsi al nuovo marito della madre. Sono stati cambiati i nomi e le razze degli animali, le razze dei cani, il sesso del gatto, e le età del Labrador/Golden retriever e del Bull Terrier/American bull dog sono state scambiate. I pensieri degli animali e le loro comunicazioni sono resi attraverso le voci di Don Ameche, Michael J. Fox e Sally Field.
A differenza che nella storia originale, la regione selvaggia attraversata dai tre animali è costituita dai monti della Sierra Nevada, non dalle foreste dell'Ontario.

## Influenza culturale
Una locandina del film compare nel film del 2013 A proposito di Davis, diretto da Joel ed Ethan Coen.